# 주의 (사상)
주의 (主義)는 사람, 단체나 정부가 주장이나 행동의 지침으로 하는 원칙이나 사상이다.

## 개요
'주의'는 중국의 사기에도 출현할 만큼 낡은 말이며, '믿고 있는 일정한 주장'을 의미했다. 메이지 전기에 영어 'principle'의 역어로서 정착해, 그 후 영어 '-ism'의 역어로서도 사용되게 되었다. 'principle'를 '주의'라고 번역한 것은 후쿠치 겐이치로라는 설도 있다.

## 같이 보기
- 이데올로기 목록

## 참고 문헌
- 가바시마 타다오, 토비타 요시후미, 요네카와 메이산 (편) '메이지 타이쇼 신어 속어 사전' 도쿄도 출판, 1984년. ISBN 4490104324
- 사이토 타케시 '메이지의 말: 동에서 서쪽에의 다리 역할' 코단샤, 1977년.